# Piramidy (Skamieniałe Miasto)
Piramidy – grupka skał w rezerwacie przyrody Skamieniałe Miasto na Pogórzu Ciężkowickim w mieście Ciężkowice w województwie małopolskim, w powiecie tarnowskim, w gminie miejsko-wiejskiej Ciężkowice. Ich nazwa pochodzi od charakterystycznego, ostrokanciastego kształtu podobnego do piramidy.
Piramidy, podobnie, jak wszystkie pozostałe skały w Skamieniałym Mieście zbudowane są z piaskowca ciężkowickiego i powstały na dnie dawnego Oceanu Tetydy. Wyrzeźbione zostały w plejstocenie, w okresie polodowcowym, wzdłuż głównego kierunku spękań ciosowych. Na rozmieszczenie i formę skał wpływ wywierały także ruchy grawitacyjne, które doprowadziły do przemieszczenia się skał, oraz mechaniczne spękania skał. W wyniku obrywu bloków skalnych powstało właśnie blokowisko skalne zwane Piramidami.
Piramidy nadają się do boulderingu. Jest na nich 8 dróg wspinaczkowych (baldów) o trudności od 6b+ do 7c w skali francuskiej. Wspinanie jednak jest zabronione.
Przez Skamieniałe Miasto prowadzi znakowany szlak turystyczny. Wędrówkę nim można rozpocząć od parkingu znajdującego się w odległości około 1 km od centrum Ciężkowic, po lewej stronie drogi wojewódzkiej nr 977 z Tarnowa do Gorlic. Piramidy znajdują się w środkowej części rezerwatu, za niewielką polanką w górnej części Lisiego Wąwozu. Szlak turystyczny prowadzi pomiędzy Piramidami. Tuż za nimi znajduje się grupka skał Aligator.

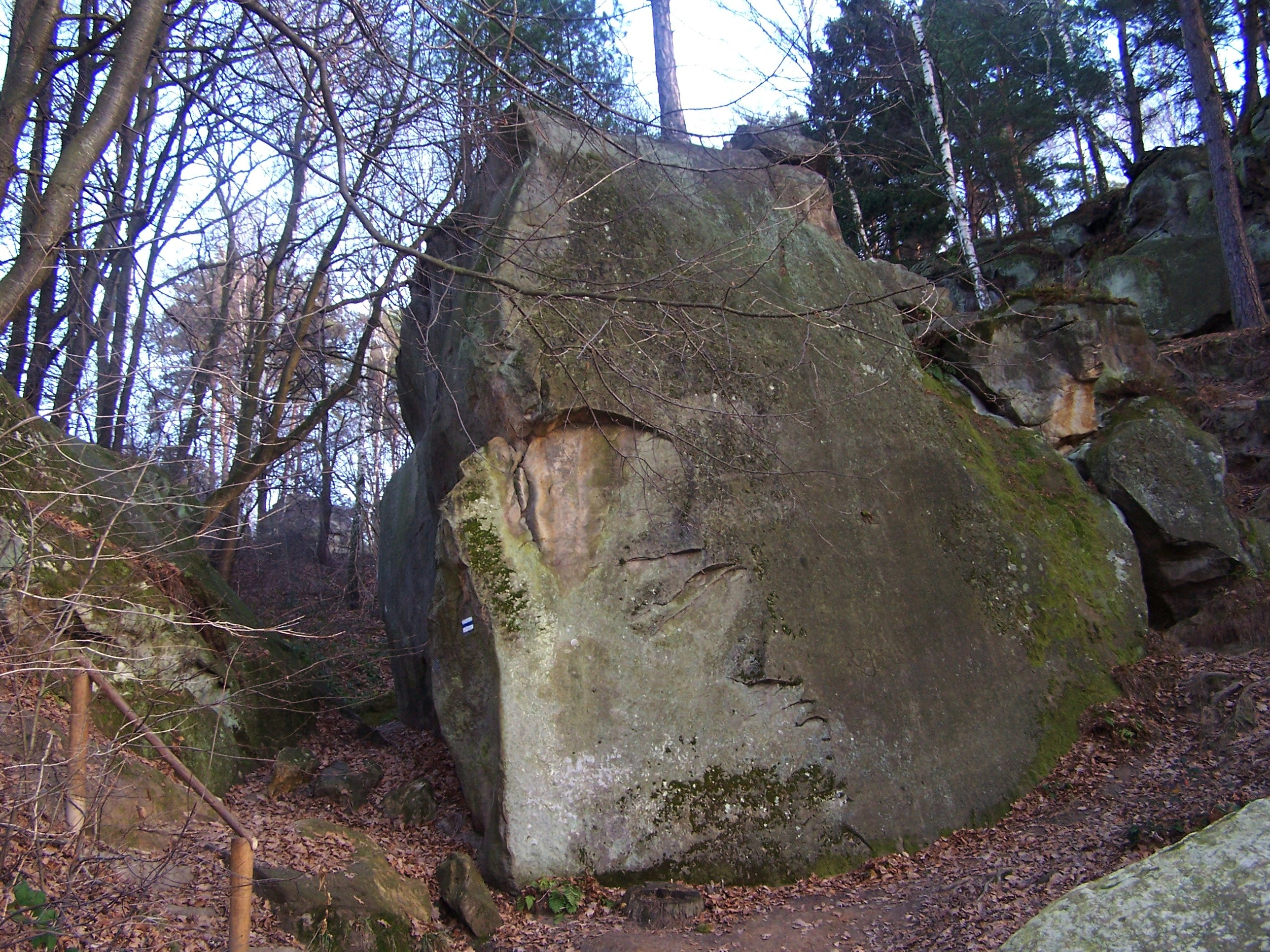
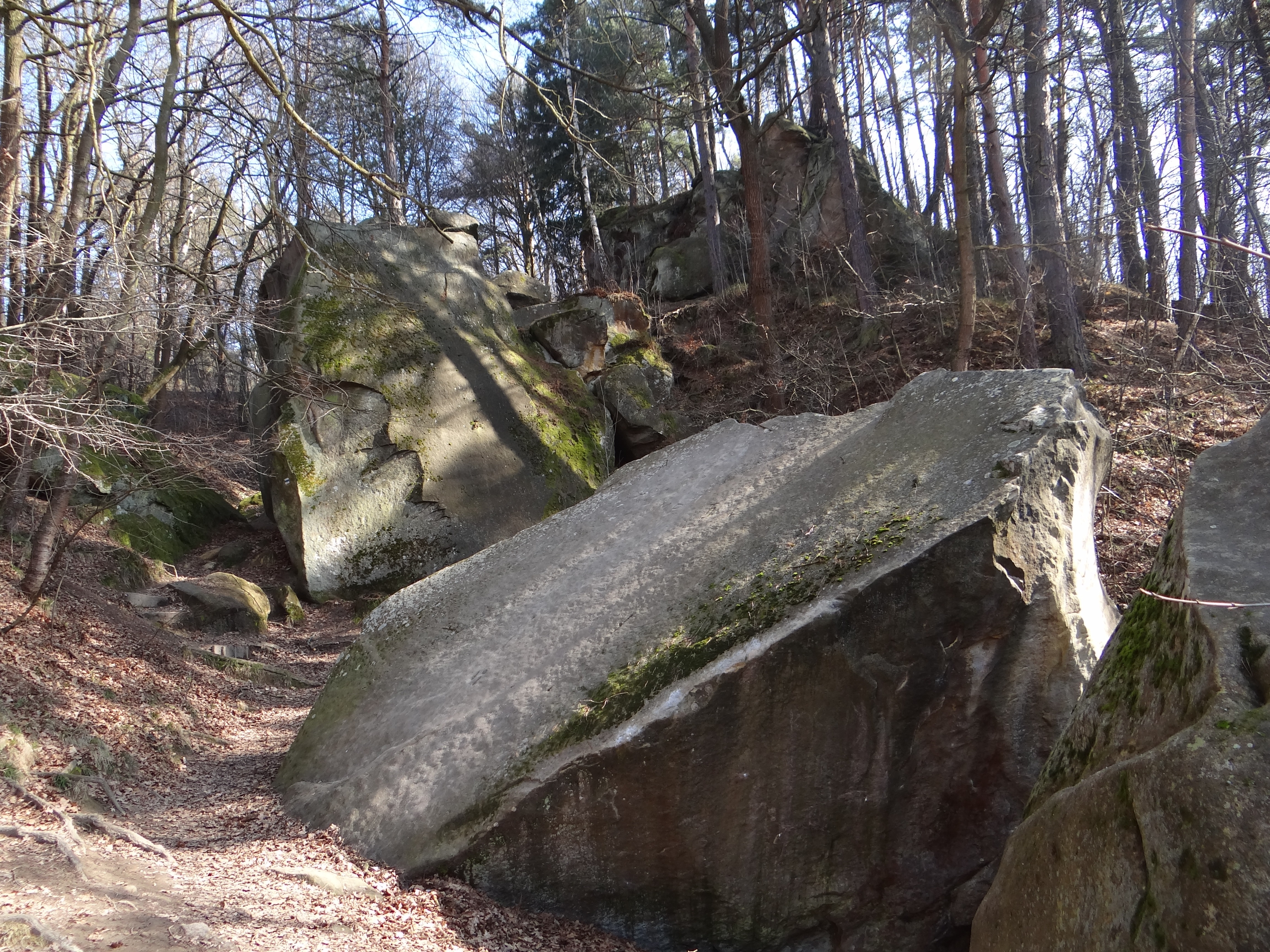
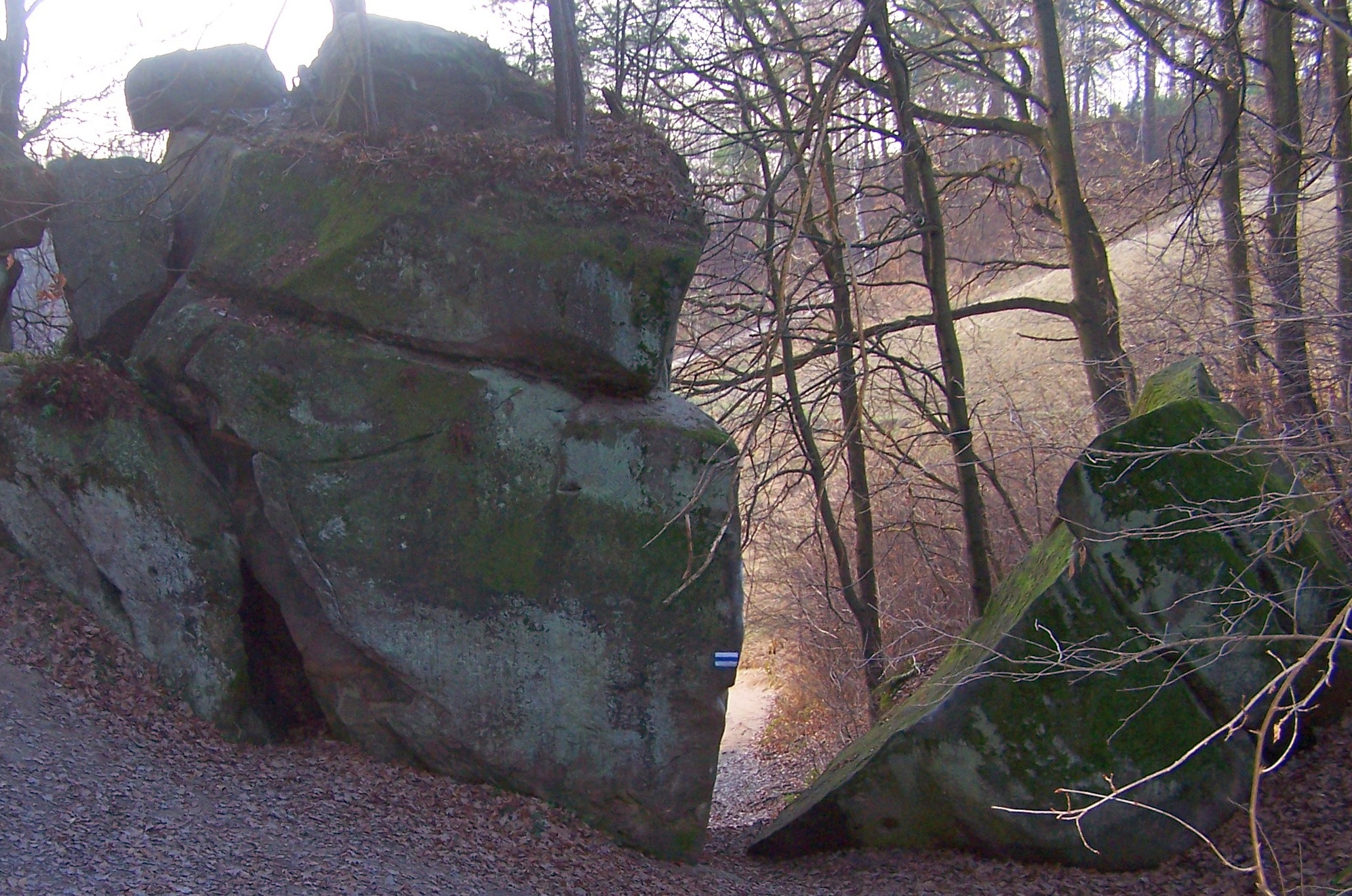
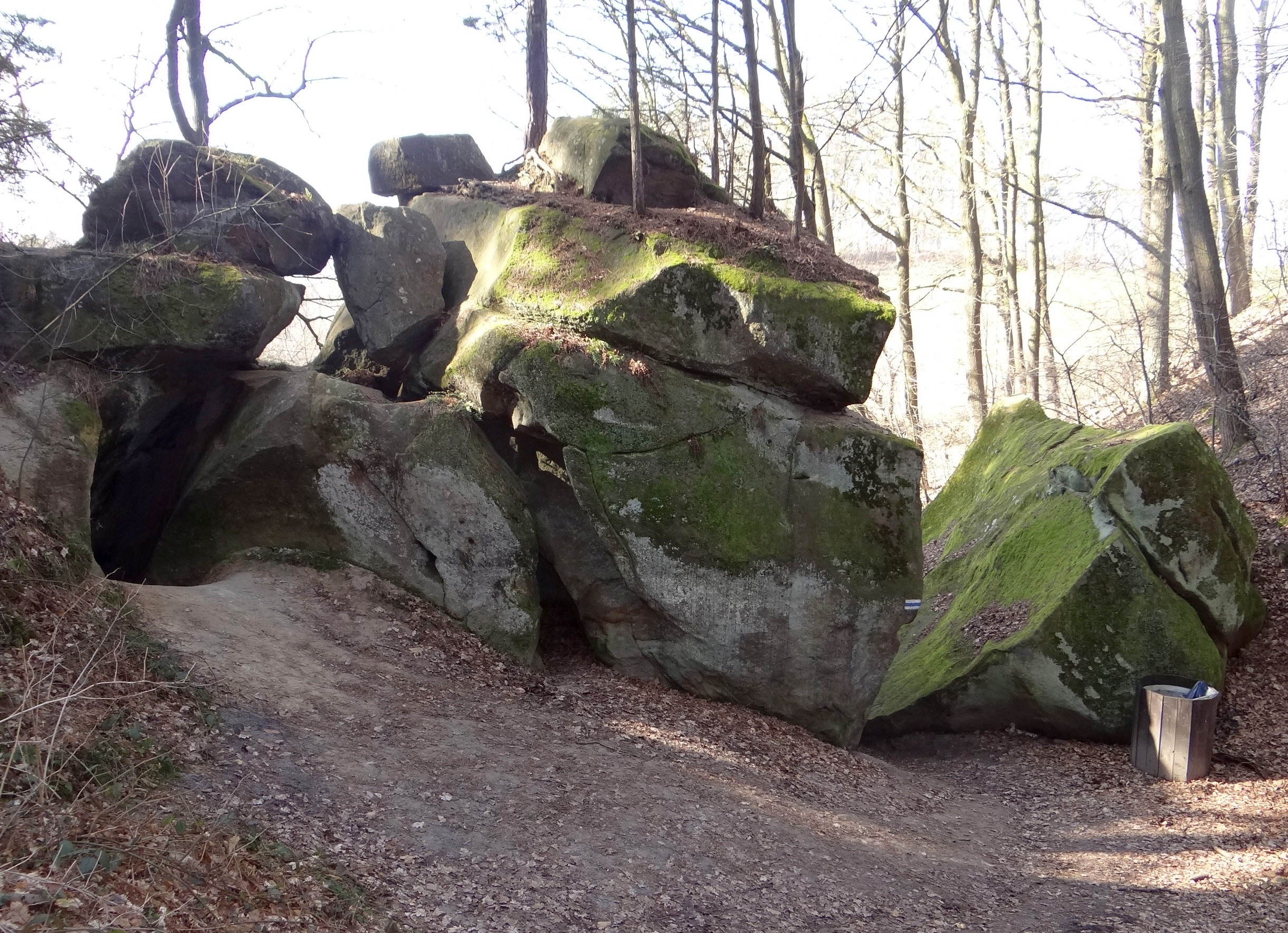
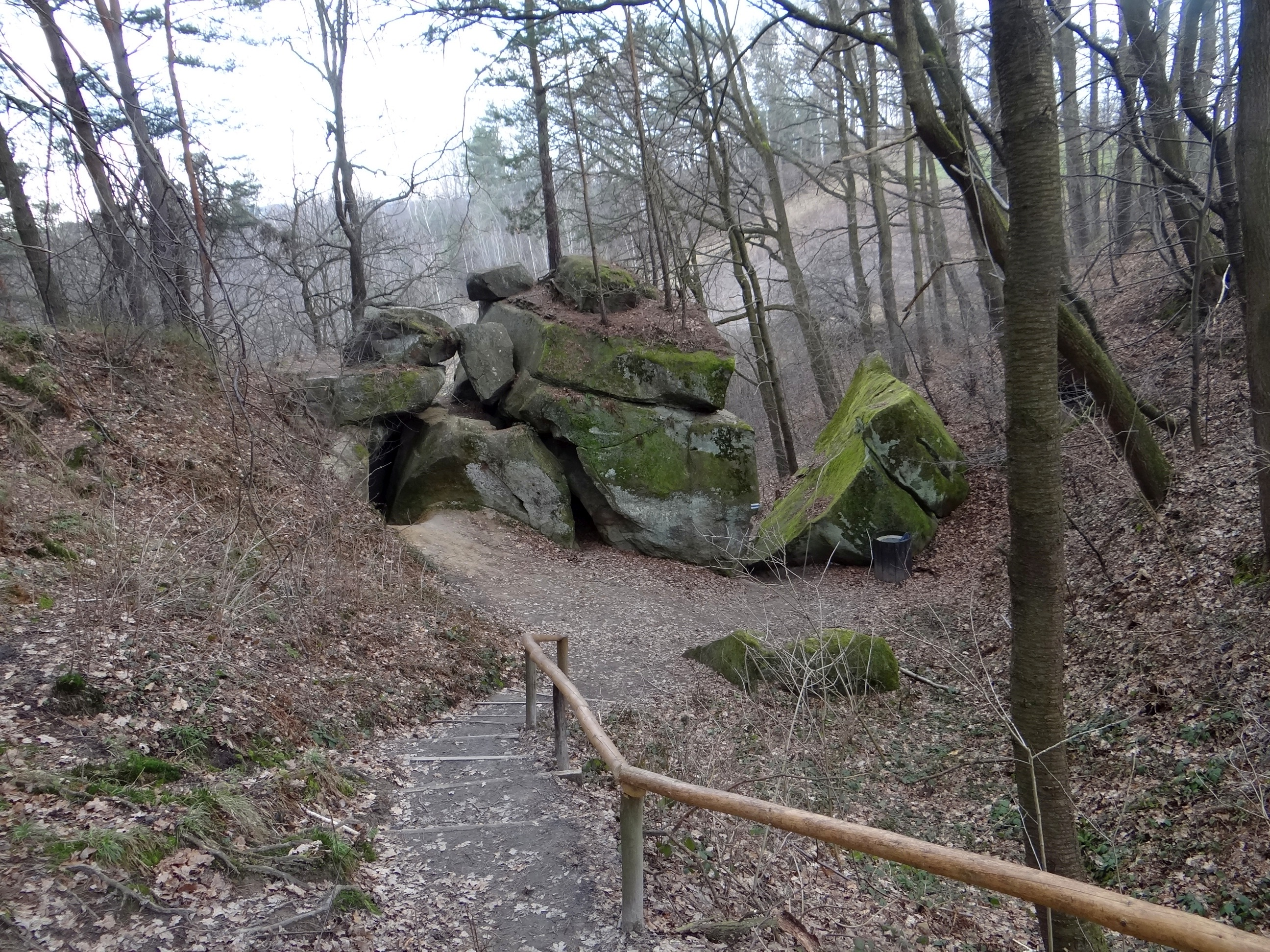